# Bishopiella
Bishopiella là một chi thực vật có hoa trong họ Cúc (Asteraceae).

## Loài
Chi Bishopiella gồm các loài: